# 블루베리 (영화)
블루베리(Blueberry)는 영국에서 제작된 얀 쿠넹 감독의 2004년 모험, 서부, 액션 영화이다. 뱅상 카셀 등이 주연으로 출연하였고 토머스 랭맨 등이 제작에 참여하였다.

## 출연

### 주연
- 뱅상 카셀
- 줄리엣 루이스
- 마이클 매드슨

### 조연
- 테무에라 모리슨

## 제작진
- 원작자: 장-미셀 실리에
- 원작자: 장 지로드
- 미술: 미셀 바틀레미
- 의상: 샤토운